# 역전사
역전사(逆轉寫, 영어: reverse transcription)는 RNA의 유전정보가 역전사효소에 의해 DNA로 전달되는 과정이다. 이러한 과정은 역전사효소를 가지고 있는 레트로바이러스에서 볼 수 있으며 역전사를 통해 합성된 DNA는 cDNA라고 부른다. 유전 공학에서 이를 이용하는 사례로는 역전사-PCR(RT-PCR)이나 마이크로어레이법 등을 들 수 있다. 이와는 반대로 DNA의 유전정보가 RNA로 전달되는 과정은 전사라고 한다.

## 같이 보기
- 전사